# Болгарене (Старозагорская область)
Болгарене (болг. Българене) — село в Болгарии. Находится в Старозагорской области, входит в общину Раднево. Население составляет 85 человек.

## Политическая ситуация
Кмет (мэр) общины Раднево — Нончо Драгиев Воденичаров (инициативный комитет) по результатам выборов.